# Pol Figueras
Pol Figueras López (Tarragona, España, 21 de marzo de 1998) es un jugador de baloncesto español. Juega de base y su actual equipo es el Hestia Menorca de la Primera FEB.

## Carrera deportiva
Llegó al club azulgrana en el año 2010, tras disputar en Solsona con el CB La Selva la fase final del Campeonato de Catalunya preinfantil. Su equipo fue quinto, tras perder únicamente el primer partido ante el a la postre campeón y ganar los restantes encuentros. Entonces, con sólo 12 años, estuvo dos temporadas consecutivas viajando tres veces por semana en taxi hasta Barcelona para entrenar. Con 14 ya pasó a vivir en la Masía. 
Figueras formó parte de la generación de oro surgida de la cantera azulgrana, la del 98, que arrasó literalmente la temporada 2015-16 en categoría júnior con la conquista de los campeonatos de Cataluña, de España y de la Euroliga disputada en Berlín. 
Figueras, que es internacional en categorías inferiores e inicia la temporada 2016-17 en las filas del Barça B en la LEB Oro.
El 3 de octubre de 2016 debuta en la Liga ACB con el  FC Barcelona en Manresa, supliendo las bajas que en ese momento había en el puesto de base en el equipo azulgrana.
Figueras pasó por todas las categorías del Barcelona hasta disputar tres temporadas y media con el filial en LEB Oro. Igualmente, el jugador catalán ha pasado por todas las categorías de formación de la selección española, desde sub-16 hasta sub-20.
En la temporada 2018-19 en LEB Oro promedió cifras de 5.6 puntos, 1.7 rebotes y 4.7 asistencias en casi 26 minutos de juego por partido.
En agosto de 2019, firma por el Club Ourense Baloncesto de la Liga LEB Oro. En las filas del conjunto gallego jugó 24 encuentros disputando una media de 17,43 minutos por partido con 1,2 rebotes y 2,9 asistencias por encuentro.
El 1 de octubre de 2020, firma por el Palmer Alma Mediterránea Palma de la Liga LEB Oro para cubrir la baja por lesión del base sueco Sheriff Drammeh.
El 17 de julio de 2022, firma por el Bàsquet Girona de la Liga Endesa.
El 13 de julio de 2023, firma por el Monbus Obradoiro de la liga ACB.
El 10 de julio de 2024, firma por el Hestia Menorca de la Primera FEB.